# Пісочки
Пі́сочки — село в Україні, у Заводській міській громаді Миргородського району Полтавської області. Населення станом на 1 січня 2021 — 182 особи. Орган місцевого самоврядування — Заводська міська рада.

## Географія
Село Пісочки знаходиться на лівому березі річки Сула, вище за течією на відстані 1 км розташоване село Піски, нижче за течією на відстані 0,5 км розташоване село Хрулі. Річка в цьому місці звивиста, утворює лимани, стариці та заболочені озера. Поруч проходить залізниця, станція Лохвиця за 2 км.

## Історія
На 1860 рік Ользі Челіщевій, онуці Олексія Маюрова й дружині Миколи Макарова, у Пісочках належало 147 кріпаків чоловічої статі у 52 дворах.
У 1913‒1914 роках у Пісочках збудовано двокомплектну земську школу за проектом Опанаса Сластіона. Будівля є пам'яткою архітектури місцевого значення.

## Сьогодення
На даний час село Пісочки входить до складу Заводської територіальної громади, де смертність продовжує перевищувати народжуваність (протягом 2020 року народилось — 38 осіб, померло — 240 осіб). Кількість жителів стрімко зменшується, інфраструктура відсутня. Заклади культури в занедбаному стані.

## Природоохоронні території та об'єкти
В околицях села Пісочки знаходиться гідрологічний заказник Артополот.

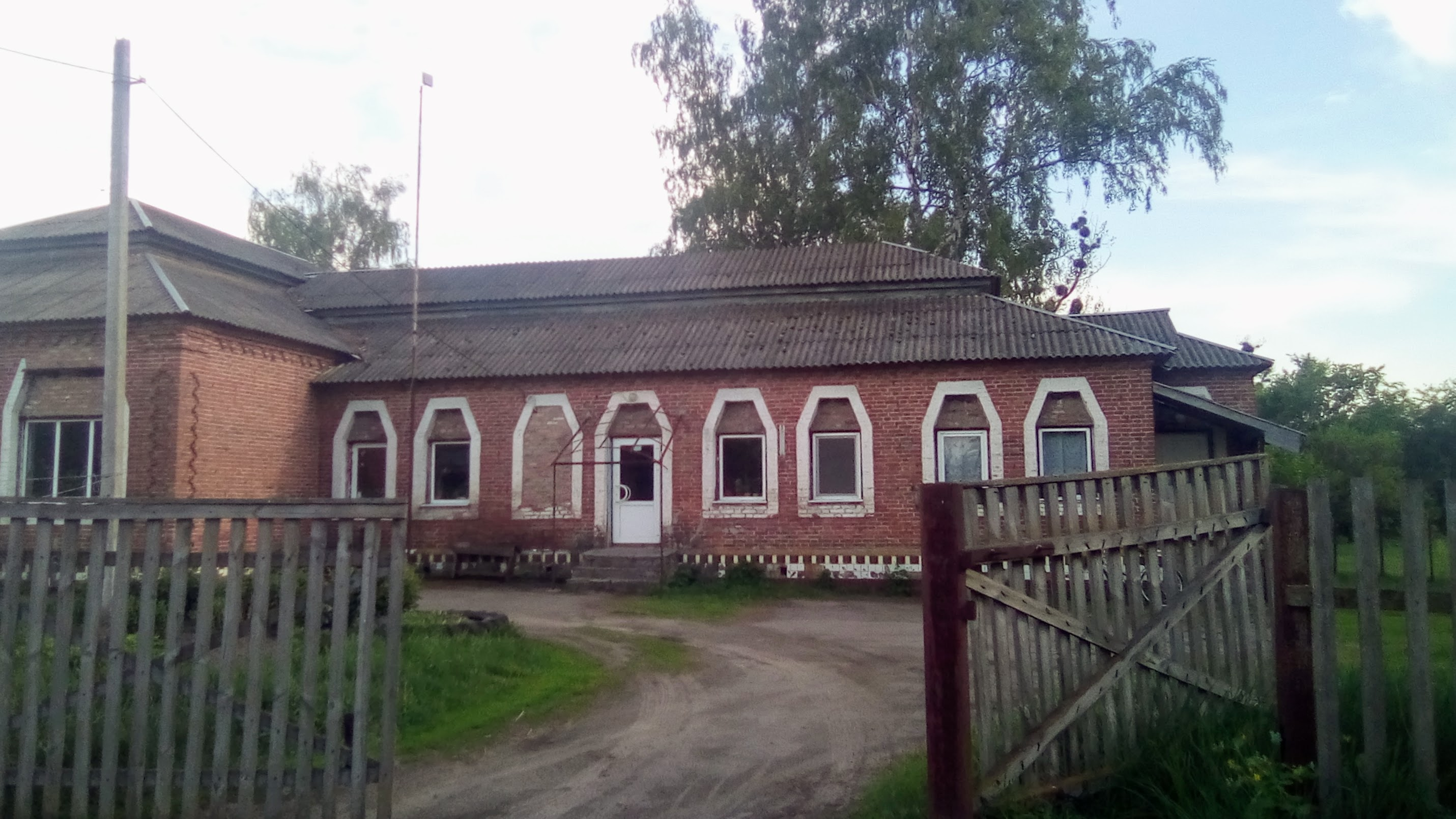
Будівля земської школи в селі Пісочки. Архітектор — Опанас Сластіон

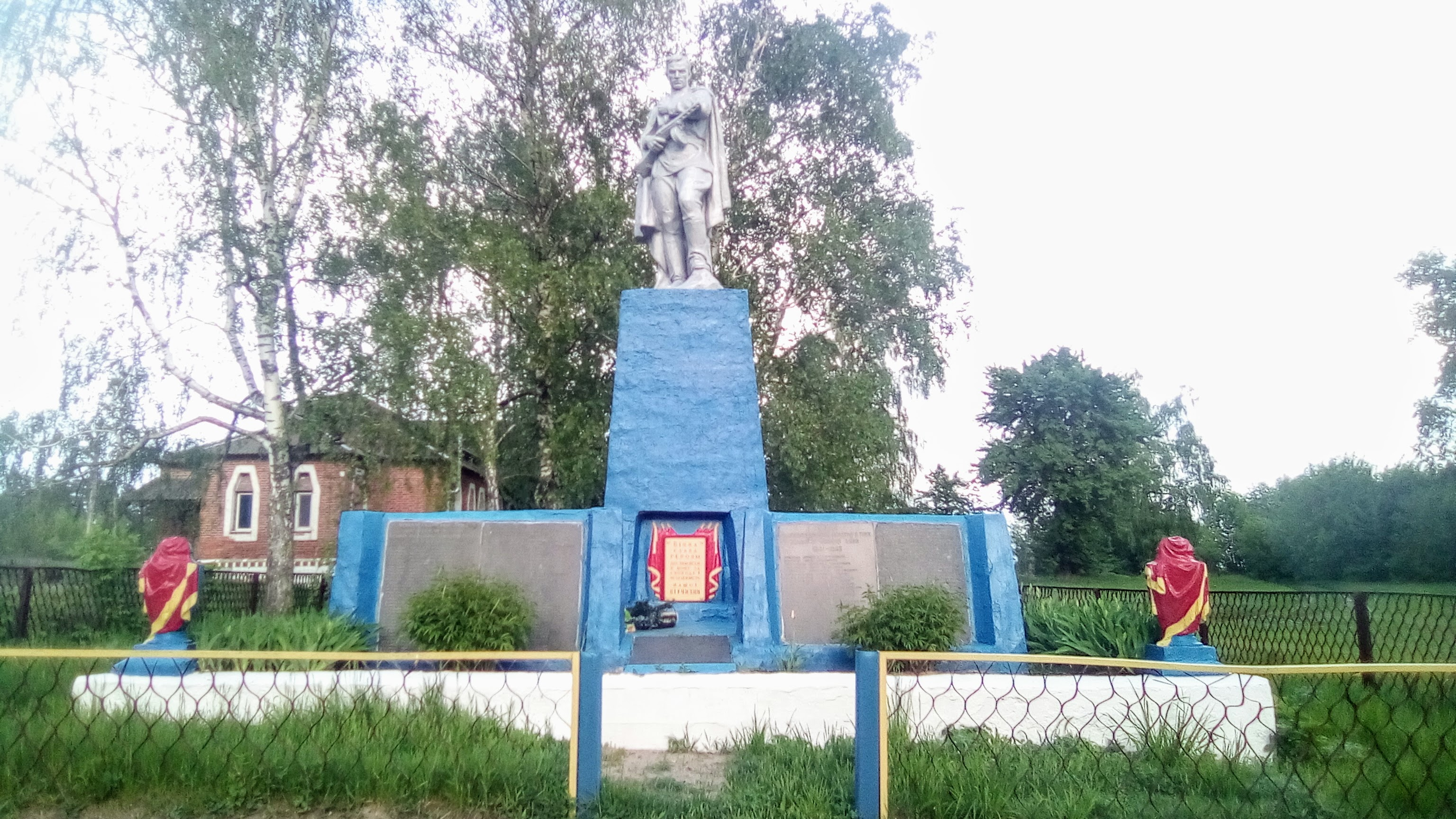
Пам'ятний знак воїнам, загиблим під час Другої світової війни.
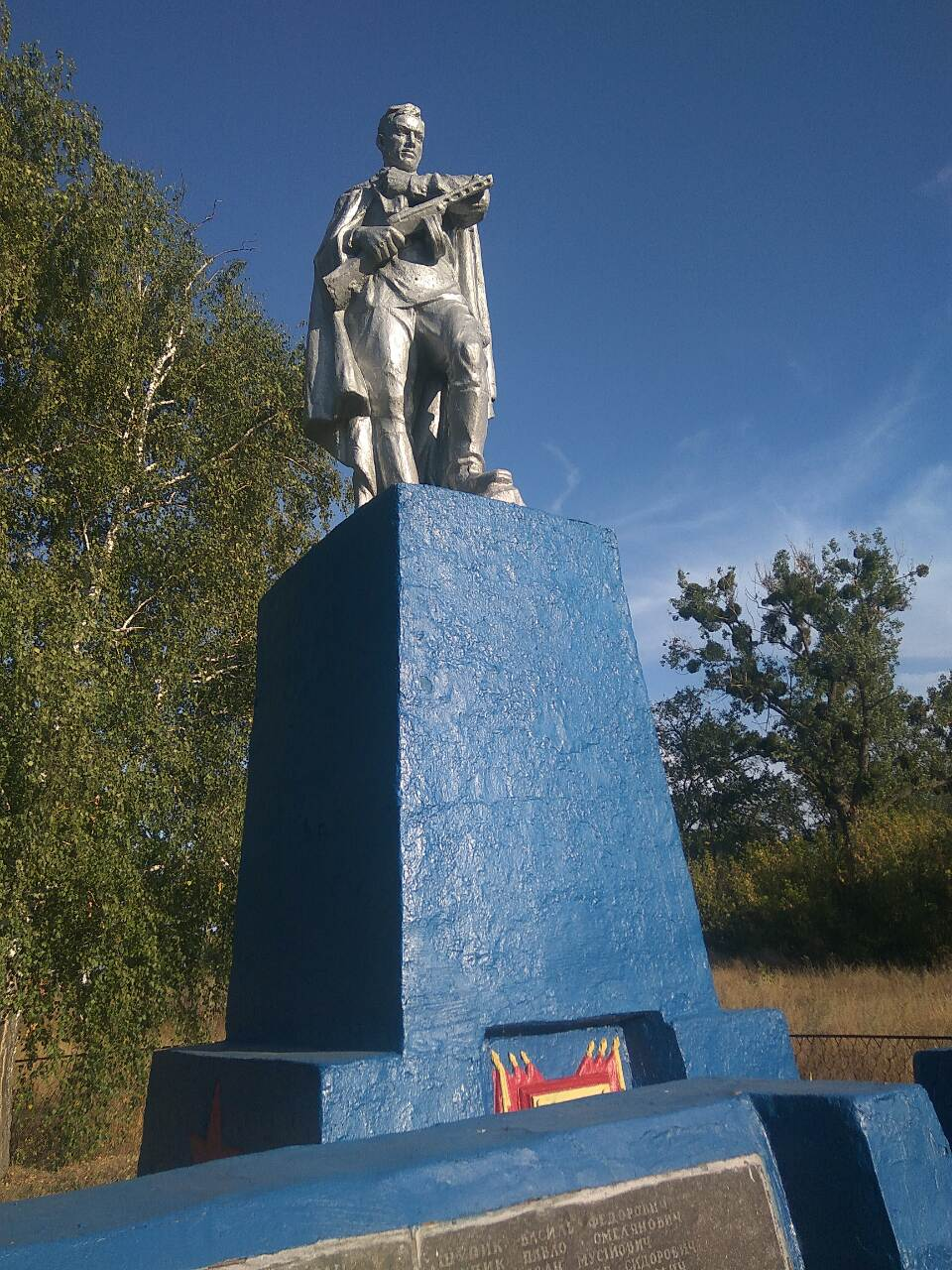
Братська могила радянських воїнів
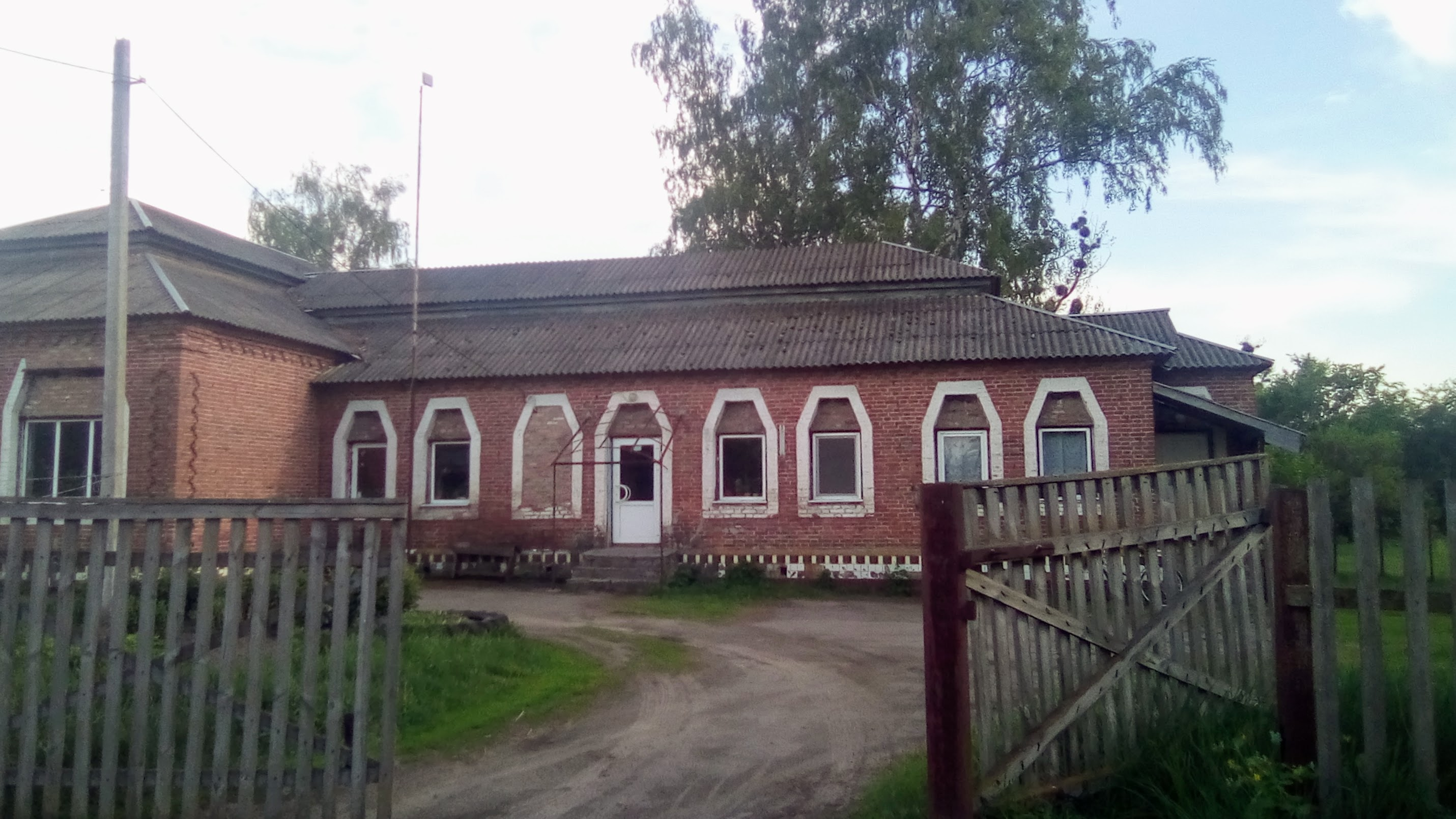
Будівля колишньої земської школи
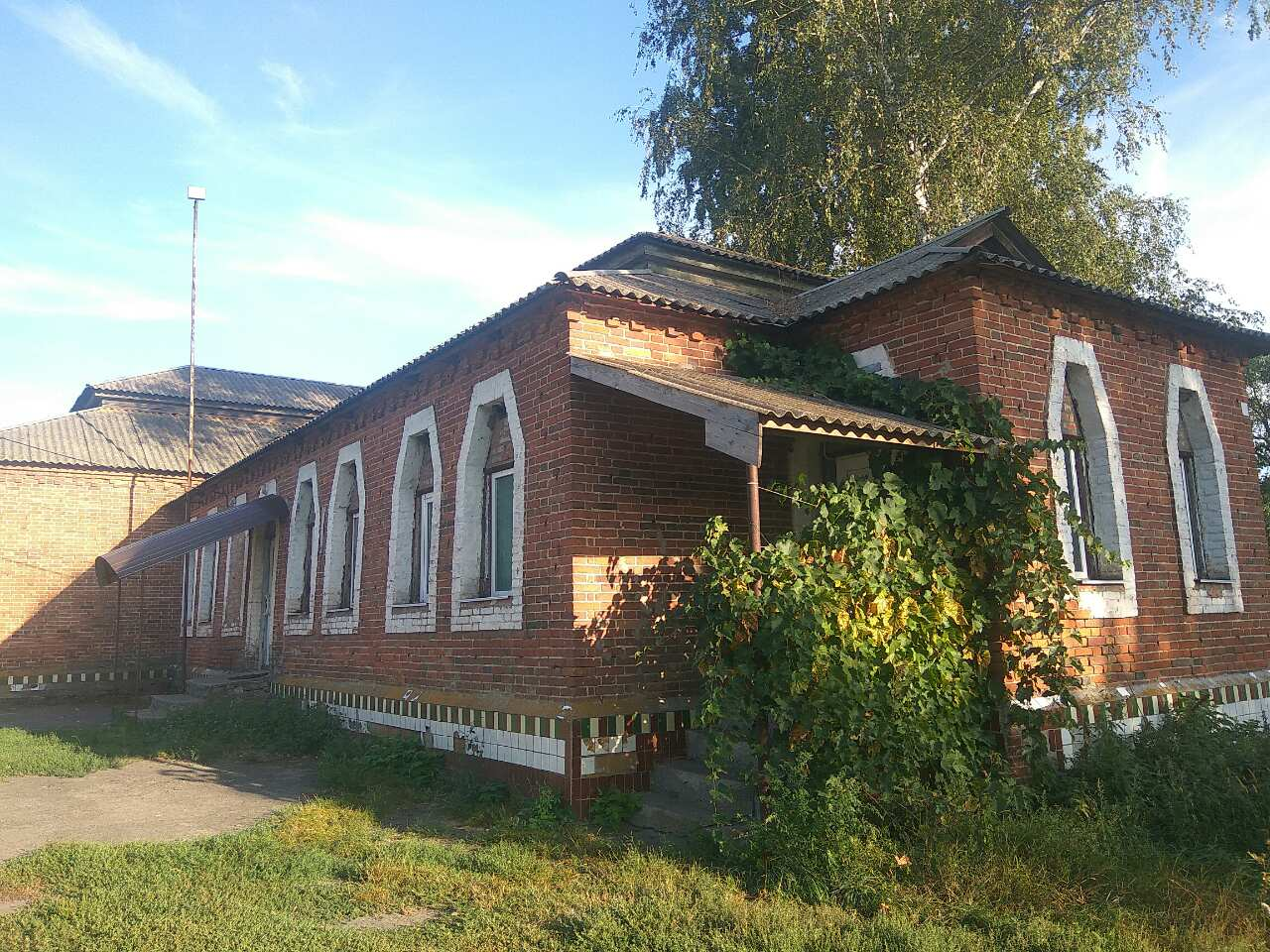
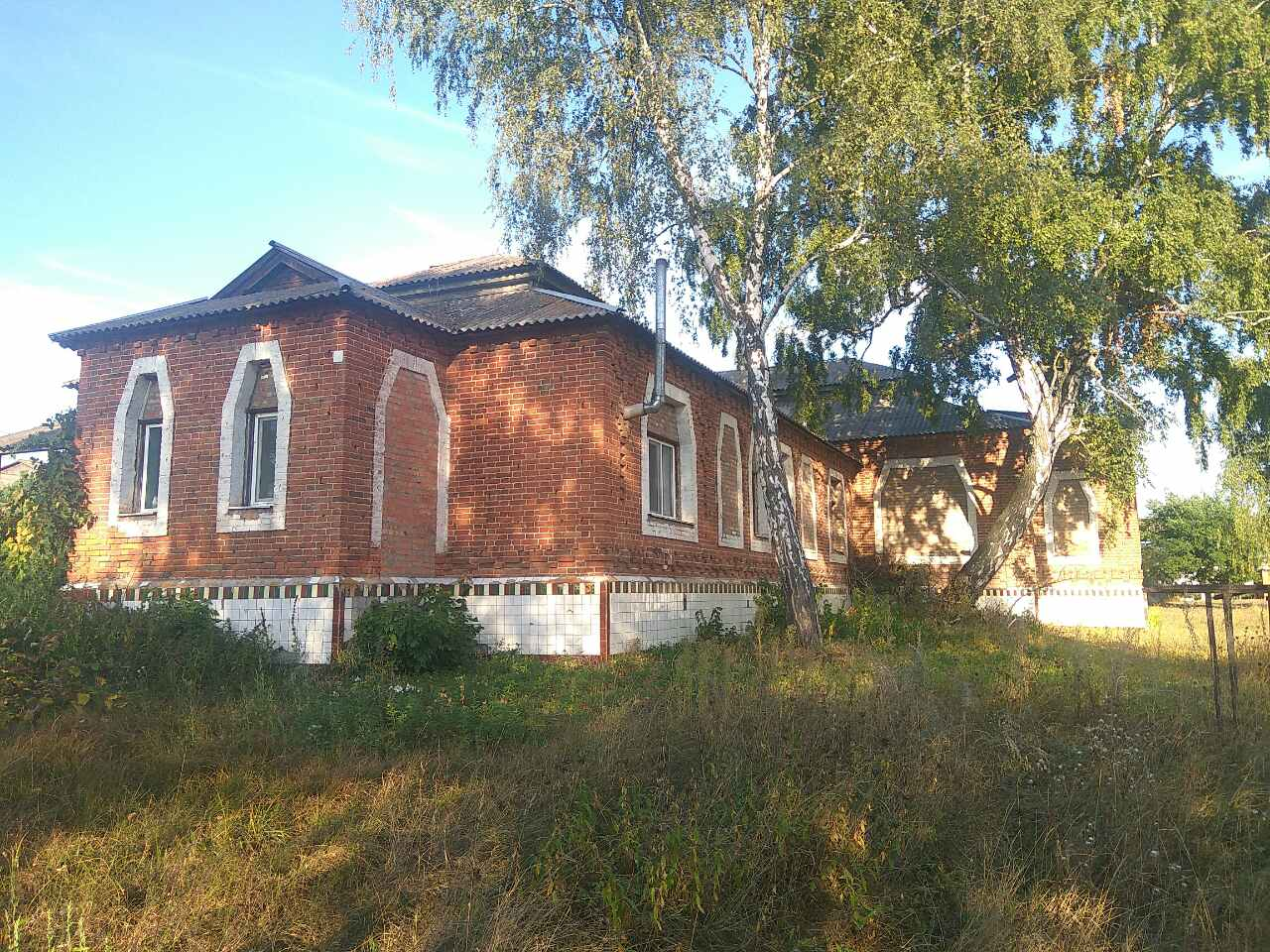